# Томаш Коубек
Томаш Коубек (чеш. Tomáš Koubek; 26. август 1992) чешки је професионални фудбалер који тренутно наступа на позицији голмана за Аугзбург и репрезентацију Чешке.

## Клупска каријера
Професионалну каријеру почео је 2010, у клубу Храдец Кралове, за који је, у званичним утакмицама, дебитовао у побједи од 2:1 против Младе Болеслав, 30. априла 2011.
Године 2015, прешао је у Спарту Праг и одмах је послат на позајмицу у Слован Либерец за сезону 2015/16. На почетку сезоне 2016/17, вратио се у Спарту, а у октобру 2016, у ремију 3:3 против Збројовке Брно, након што помоћни судија — Лусија Ратајова, није подигла заставицу за офсајд код гола Брноа за 3:3, изјавио је да је женама мјесто за шпоретом. Због коментара, клуб је њега и Лукаса Вашу, који је на друштвеној мрежи Twitter написао да је женама мјесто у кухињи, послао да тренирају са женским тимом Спарте, а обојица су се извинили због коментара.
У августу 2017. прешао је у Рен, са којим је освојио Куп Француске у сезони 2018/19, када је Рен побиједио Париз Сен Жермен у финалу, 6:5 на пенале, након што је утакмица завршена 2:2.
У августу 2019, прешао је у Аугзбург, са којим је потписао четворогодишњи уговор.

## Репрезентативна каријера
У октобру 2015, по први пут је позван у сениорску репрезентацију Чешке, након што је прошао све млађе селекције, за утакмицу против Холандије, у квалификацијама за Европско првенство 2016. На дан 31. маја 2016, уврштен је у тим за Европско првенство 2016.
Играо је једну утакмицу у Лиги нација 2020/21, у побједи од 2:0 против Словачке, када је ушао у игру у 46 минуту, умјесто Томаша Вацлика. На дан 27. маја 2021. нашао се у тиму за Европско првенство 2020, које је због пандемије ковида 19 помјерено за 2021. На првенству, није улазио у игру, а Чешка је у првом колу групе Д побиједила Шкотску 2:0, са два гола Патрика Шика, док је у другом колу ремизирала 1:1 против Хрватске. У трећем колу изгубила је 1:0 од Енглеске и прошла је даље са трећег мјеста. У осмини финала побиједила је Холандију 2:0, док је у четвртфиналу изгубила 2:1 од Данске.

## Статистика каријере

### Репрезентација
Ажурирано након утакмице игране 18. новембра 2020.
| Репрезентација | Година | Наступи | Голови |
| -------------- | ------ | ------- | ------ |
| Чешка          |        |         |        |
| 2016.          | 4      | 0       |        |
| 2017.          | 2      | 0       |        |
| 2018.          | 3      | 0       |        |
| 2019.          | 0      | 0       |        |
| 2020.          | 2      | 0       |        |
| 2021.          | 0      | 0       |        |
| Укупно         | Укупно | 11      | 0      |

## Успјеси

### Клубови
Рен
- Куп Француске: 2018/19[20]

### Репрезентација
Чешка до 19 година
- Европско првенство до 19 година друго мјесто: 2011[21]

Чешка
- Кина куп бронза: 2018[22]